# Molachur
Molachur es una ciudad censal situada en el distrito de Kanchipuram en el estado de Tamil Nadu (India). Su población es de 8887 habitantes (2011). Se encuentra a 47 km de Chennai y a 25 km de Kanchipuram.

## Demografía
Según el censo de 2011 la población de Molachur era de 8887 habitantes, de los cuales 4641 eran hombres y 4246 eran mujeres. Molachur tiene una tasa media de alfabetización del 82,71%, superior a la media estatal del 80,09%: la alfabetización masculina es del 88,78%, y la alfabetización femenina del 76,02%.